# كأس ملك البحرين 2005
كأس ملك البحرين لكرة القدم 2005 هي النسخة الخمسون من كأس ملك البحرين لكرة القدم. جرت من 17 مايو إلى 20 يونيو 2005. توج المحرق باللقب بعدما تغلب في المباراة النهائية على الشباب 1-0.

## الدور الثمن النهائي
| الحد                                           | 1-4 | الاتحاد             |
| ---------------------------------------------- | --- | ------------------- |
| خليفة عبد العزيز محمد علي زيري مارتال علي صبحي |     | علي محمد عبد الرسول |

| الرفاع الشرقي                      | 1-4 | الحالة    |
| ---------------------------------- | --- | --------- |
| فواز أحمد بوشقر خالد جاسم عمر بلال |     | محمد نبيل |

| الشباب                                              | 0-4 | مدينة عيسى |
| --------------------------------------------------- | --- | ---------- |
| حسين سلمان مكي عمار عبد الحسن بهاء كاظم محمد الهدار |     |            |

| سترة                       | 1-2 | التضامن      |
| -------------------------- | --- | ------------ |
| أحمد عباس الخياط محمد عيسى |     | ماهر الفردان |

| النجمة                                                 | 0-3 | المنامة |
| ------------------------------------------------------ | --- | ------- |
| حسين حسن أبودهوم 29' · حسين السعودي 72' · حمد فيصل 88' |     |         |

| المحرق                                                                | 1-4 | المالكية       |
| --------------------------------------------------------------------- | --- | -------------- |
| عبد الله الدخيل 28'، 64' · عبد العزيز بوكركور 46' · بدران الشقران 54' |     | زهير درويش 66' |

| الرفاع     | 0-1 | البسيتين |
| ---------- | --- | -------- |
| سلمان عيسى |     |          |

| الأهلي                                                    | 1-5 | البحرين             |
| --------------------------------------------------------- | --- | ------------------- |
| جيسي جون 1'، 49'، 64'، 83' · عبد الله العبادي 16' (ركلة.) |     | حسين عدنان أيوب 14' |

## الدور الربع النهائي
| المحرق                                 | 0-2 | سترة |
| -------------------------------------- | --- | ---- |
| عبد الله الدخيل 34' · حمد عبد الله 82' |     |      |

| الشباب                                                    | 1-3 | الرفاع الشرقي    |
| --------------------------------------------------------- | --- | ---------------- |
| علي عبد الله 26' · محمد الهدار 33' · عمار أبو الحسن 90+1' |     | محمد عبد الله 9' |

| الرفاع                                      | 2-3 | الحد |
| ------------------------------------------- | --- | ---- |
| حيدر عبيد 14' · عبد الرحمن محمد المالكي 44' |     |      |

| الأهلي                                            | 1-2 (ب.و.إ.) | النجمة       |
| ------------------------------------------------- | ------------ | ------------ |
| حسن عبد الكريم الملا 115' · عبد الله العبادي 119' |              | علي سعيد 95' |

## الدور النصف النهائي
| الشباب                             | 1-3 | الرفاع |
| ---------------------------------- | --- | ------ |
| محمد الهدار (1) عمار عبد الحسن (2) |     |        |

| المحرق           | 0-1 | الأهلي |
| ---------------- | --- | ------ |
| حمد عبد الله 75' |     |        |

## المباراة النهائية
| المحرق               | 0-1 (ب.و.إ.) | الشباب |
| -------------------- | ------------ | ------ |
| إديلسون دا سيلفا 97' |              |        |

## البطل
| كأس ملك البحرين بطل 2005     |
| ---------------------------- |
| المحرق اللقب السادس والعشرون |